# 王琇 (明朝)
王琇（1494年—？年），字元玉，河南宣武衛籍。

## 生平
治《詩經》，行六，由開封府學生中式河南鄉試第六名舉人，年三十歲中式嘉靖二年（1523年）癸未科會試第二十九名，第三甲第四名進士。初授行人司行人，五年六月选授南京湖广道試御史，十年五月升江西按察司佥事，官至按察司副使。

## 家族
曾祖王順。祖父王通。父王振。母齊氏。慈侍下。兄環、珮、玠、瑜、琮、弟瑾、琨、琚。子王中逵，隆庆二年进士。孫王正志，万历二十六年进士。